# Александра
Александра (на гръцки: Αλεξάνδρα) е женско лично име. Други разновидности на името са Александрина и кратката форма Сандра.
Александра е женската версия на Александър, което произтича от романизацията на гръцкото име Αλέξανδρος (Александрос). Етимологично, името е съставено от гръцкия глагол ἀλέξειν (алексеин) „защитавам“ и съществителното ἀνδρός (андрос), генитив на ἀνήρ (анер) „човек“. В превод името означава приблизително „закрилник на хората“ или „защитаващ хората“. Днес името е широко разпространено и се използва в цял свят.
Според православния календар носещите името в България празнуват имен ден на 30 август, денят на Св. Александър, Йоан и Павел, патриарси Константинополски.
Съгласно правилата за транслитерация българското име „Александра“ се изписва с латински букви като Aleksandra. В страните, използващи латинската азбука, името обикновено се изписва Alexandra.
Александра е четвъртото най-често използвано име за родените в България момичета през 2007-2009 година (1,71%). Според статистиката на НСИ в периода 2016 – 2020 г. Александра е в топ 10 на най-популярните имена, избирани за новородени момичета.

## Разновидности в други езици
Предвид популярността на името по света са известни множество разновидности и производни в различните държави, като например:
- Алехандра (Alejandra) и Алехандрина (Alejandrina) на испански
- Алесандра (Alessandra) и Алесиа (Alessia) на италиански
- Алисандра и Касандра на гръцки
- Алекса (Alexa), Алексис (Alexis), Али (Allie, Ally), Лекса (Lexa), Лекси (Lexie, Lexy), Лексин (Lexine), Санди (Sandie, Sandy) и Сондра (Sondra, Saundra) на английски
- Аликхандра (اليخاندرا) на арабски
- Саша (Sacha на френски, Sascha на немски, Sasha на английски и испански, Saša на чешки, сърбо-хърватски, словашки), също и на руски, беларуски и украински
- Санда (Sanda) на румънски
- Сашка/Saška на сръбски
- Аля, Шура на руски
- Аляксандра на беларуски
- Леска (Leska) на чешки
- Леся и Олександра на украински
- Саския в много славянски езици

## Исторически и митологични личности
- Александра или Касандра, пророчица в гръцката митология
- Света Александра, мъченица от Диоклециановите гонения

## Известни българи
- Александра Сърчаджиева – българска актриса (* 1983 г.)
- Александра Монеджикова-Николова – българска географка, историчка, писателка, общественичка
- Александра Жекова – българска сноубордистка (* 1987 г.)

## Други известни личности
- Елизабет Александра Мери Уиндзор е пълното име на английската кралица Елизабет II
- Великата княгиня Александра Николаевна на Русия
- Александра Датска (1844–1925) – кралица на Обединеното кралство и императрица на Индия като съпруга на крал-император Едуард VII
- Велика херцогиня Александра Георгиевна на Русия, бивша принцеса Александра на Гърция и Дания (1870–1891)
- Кралица Александра на Югославия, бивша принцеса Александра на Гърция и Дания (1921–1993)
- Александра Фьодоровна – руска империца, съпруга на цар Николай II
- Александра Фьодоровна (Шарлота) – императрица на Русия (1798–1860)
- Александра Давид Неел – френска пътешественичка и теософ (1868–1969)
- Александра Толстая – руска общественичка, дъщеря на Лев Толстой (1884–1979)
- Александра Костенюк  – руска шахматистка и гросмайстор (* 1984)
- Елена Александра Апостолеану – румънска певица, позната с псевдонима Ина (* 1986 г.)
- Александра Бърк – британска певица (* 1988 г.)
- Александра Дадарио – американска актриса (* 1986 г.)
- Александра Дулгеру – румънска тенисистка (* 1989 г.)
- Александра Панова – руска тенисистка (* 1989 г.)
- Александра Стан – румънска певица (* 1989 г.)

## Художестени герои
- Александра Мак, известна още като Алекс Мак, главната героиня в популярния американски телевизионен сериал Тайният свят на Алекс Мак
- Александра Дънфи, известна още като Алекс Дънфи, героиня в популярния американски телевизионен сериал Модерно семейство
- Александра Грей, известна още като Лекси Грей, героиня в американската телевизионна драма Анатомията на Грей
- Александра Иймс, детектив в „Закон и ред Престъпни намерения“, изиграна от Катрин Ербе
- Александра Финч, сестра на Атикус Финч в „Да убиеш присмехулник“.
- Главната героиня в българския филм „1952: Иван и Александра“